# Amorbaea hepatica
Amorbaea hepatica är en fjärilsart som beskrevs av Edward Meyrick 1908. Amorbaea hepatica ingår i släktet Amorbaea och familjen plattmalar. Inga underarter finns listade i Catalogue of Life.